# NGC 4969
NGC 4969 é uma galáxia elíptica na direção da constelação de Virgo. O objeto foi descoberto pelo astrônomo Edward Swift em 1887, usando um telescópio refrator com abertura de 16 polegadas. Devido a sua moderada magnitude aparente (+13,9), é visível apenas com telescópios amadores ou com equipamentos superiores. 